# MotorSport Vision

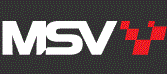
Logo

MotorSport Vision (MSV) is een Brits bedrijf dat eigenaar en exploitant is van een aantal racecircuits in het Verenigd Koninkrijk. Het bedrijf heeft tevens de rechten van een aantal raceklasses. MSV is in 2004 opgericht door Jonathan Palmer, Peter Ogden en John Britten.

## Circuits
MotorSport Vision is eigenaar van de onderstaande circuits.
- Bedford Autodrome
- Brands Hatch
- Cadwell Park
- Oulton Park
- Snetterton

## Raceklasses
MotorSport Vision bezit de rechten van de onderstaande raceklasses.
- Formule 2
- Britse Superbikes kampioenschap
- Formule Palmer Audi